# Abraham Adolf Baer

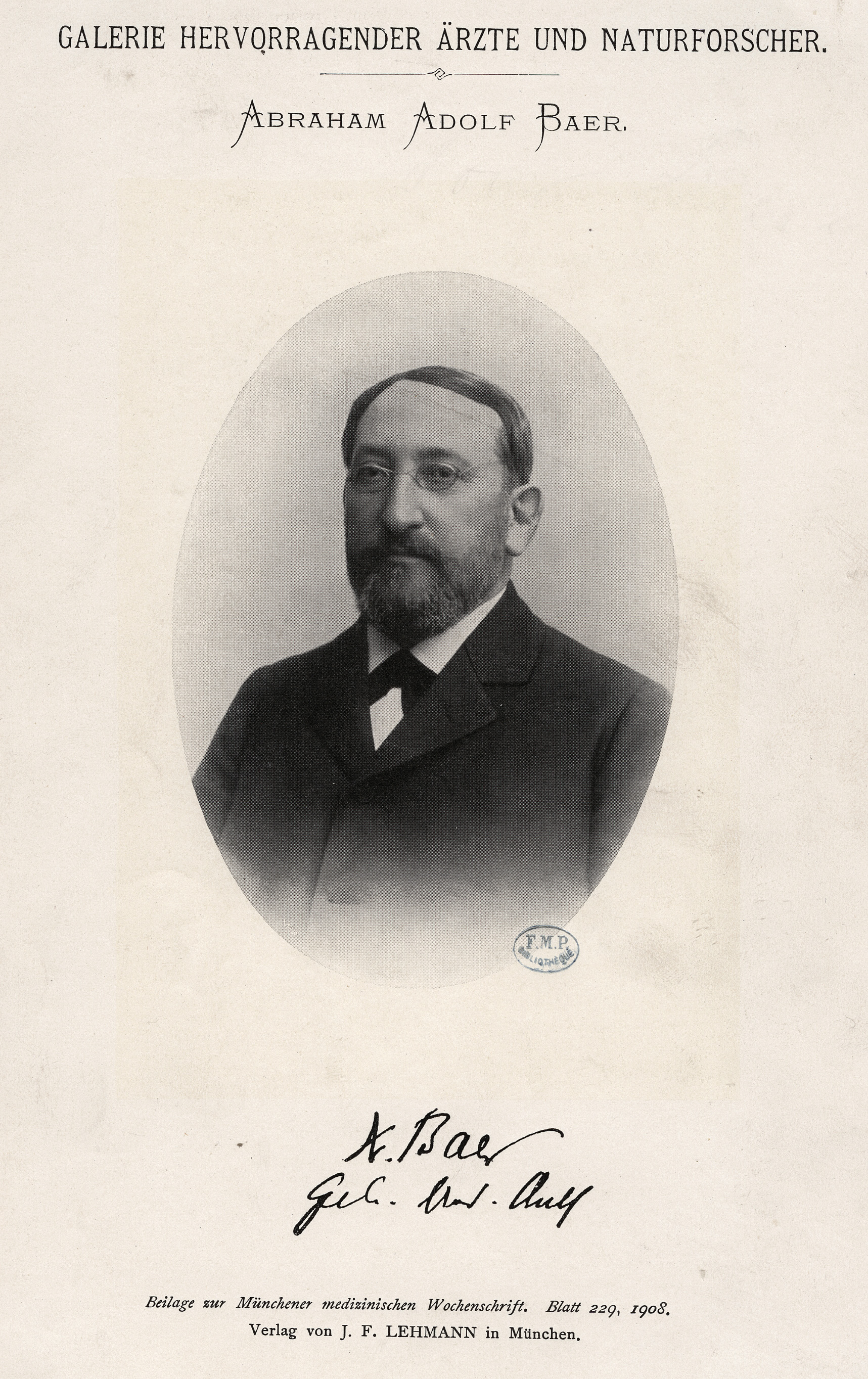
Abraham Adolf Baer (Galerie hervorragender Ärzte und Naturforscher)

Abraham Adolf Baer (* 26. Dezember 1834 in Filehne, Kreis Czarnikau als Abraham Baer; † 22. Februar 1908 in Berlin) war ein in Berlin wirkender deutscher Mediziner und Sozialhygieniker, bekannt für seine Arbeiten zu Alkoholismus und Gefängnishygiene.

## Leben
Abraham Baer, Sohn eines Kaufmanns, studierte Medizin in Berlin, Wien und Prag und wurde 1861 in Berlin mit der Arbeit De electritate in arte obstetricia adhibenda promoviert. Nachdem er 1862 in Berlin seine Approbation als Arzt erhalten hatte, praktizierte er in Naugard und war dort ab 1866 als Arzt in der Strafanstalt tätig. Als Teilnehmer am Krieg gegen Frankreich 1870/1871 wurde ihm das Eiserne Kreuz II. Klasse am weißen Bande verliehen.
Seit 1872 lebte Baer in Berlin. Von 1872 bis 1904 war er als Oberarzt am Strafgefängnis Plötzensee tätig, seit 1879 zudem als Bezirks-Physikus. 1876 wurde er zum Sanitätsrat und 1890 zum Geheimen Sanitätsrat ernannt.
Baer war seit 1867 mit Charlotte Landsberg (1847–1912), einer Tochter des Breslauer Arztes Moritz Landsberg (1801–1853), verheiratet. Das Ehepaar hatte zwei Töchter und drei Söhne. Der Sohn Friedrich (1888–1914) fiel im Ersten Weltkrieg; die Tochter Elise (1869–1943), verheiratet mit dem Kaufmann Iwan van Oss, starb im Ghetto Theresienstadt.

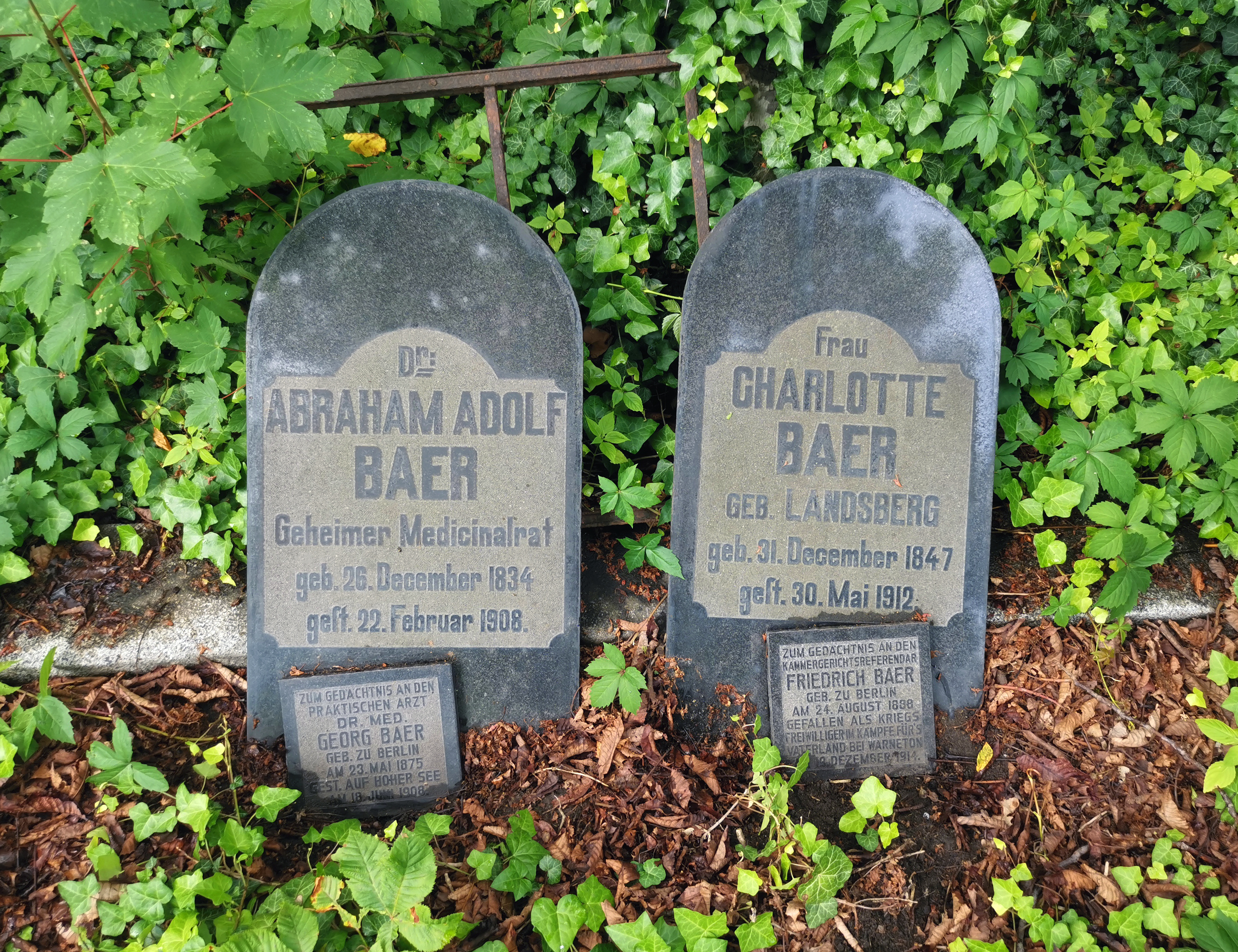
Grab auf dem Jüdischen Friedhof Berlin

Abraham Adolf Baer und seine Ehefrau Charlotte wurden auf dem Jüdischen Friedhof Berlin-Weißensee beigesetzt (Feld V 1).

## Publikationen
- De electricitate in arte obstetricia adhibenda. Dissertation. Nietack, Berlin 1861
- Die Gefängnisse, Strafanstalten und Strafsysteme: ihre Einrichtung und Wirkung in hygienischer Beziehung. T.C.F. Enslin, 1871
- Der Alkoholismus, Seine Verbreitung und Wirkung auf den Individuellen und Sozialen Organismus, Sowie die Mittel Ihn zu Bekämpfen. Berlin, 1878
- Die Trunksucht in ihrer Bedeutung für die Gesundheit und die Gesundheitspflege. Habel, Berlin 1881 Digitalisat
- Die Trunksucht und ihre Abwehr. Ein Beitrag zum derzeitigen Stand der Alkoholfrage. Wien und Leipzig Urban & Schwarzenberg, 1890 (2. umgearb. Auflage, bearbeitet mit Benno Laquer: Urban & Schwarzenberg, Berlin 1907)
- Der Verbrecher in anthropologischer Beziehung. Thieme, Leipzig 1893 Digitalisat
- Der Selbstmord im kindlichen Lebensalter. Thieme, Leipzig 1901 Digitalisat